# (23592) 1995 UB47
1995 يو بي 47 (ويعرف أيضًا باسم (23592) 1995 يو بي 47 وفق تسمية الكوكب الصغير) (بالإنجليزية: 1995 UB47)‏ هو كويكب ضمن حزام الكويكبات؛ وترتيبه 23592 من حيث الاكتشاف.
اكتُشف هذا الجُرم الفلكي بواسطة هيروشي كانيدا في 27 أكتوبر 1995.

## وصلات خارجية
- (23592) 1995 UB47 في قاعدة بيانات مختبر الدفع النفاث لأجرام النظام الشمسي الصغيرة

- الاكتشاف · مخطط المدار ·  العناصر المدارية · المعلمات المادية

- (23592) 1995 UB47 على موقع ويكي سكاي: DSS2, SDSS, GALEX, IRAS, Hydrogen α, X-Ray, Astrophoto, Sky Map, Articles and images